# Cal Foote
Callan Foote (Englewood, Colorado, 13 de diciembre de 1998) más conocido como Cal Foote, es un jugador profesional estadounidense de hockey sobre hielo que se desempeña en la posición de defensor derecho en New Jersey Devils, equipo de la National Hockey League (NHL).

## Carrera
Fue seleccionado en la primera ronda en la NHL Entry Draft de 2017. En 2020 hizo su debut profesional con el equipo Tampa Bay Lightning, en el cual jugó tres temporadas (2020-2022), después pasó a Nashville Predators (2022-2023), luego a New Jersey Devils, donde lleva jugando una temporada.